# Eulenberg (Hennef)
Eulenberg ist ein Ortsteil der Stadt Hennef (Sieg) im Rhein-Sieg-Kreis in Nordrhein-Westfalen. 

## Lage
Der Ort liegt in einer Höhe von 215 bis 250 Metern über N.N. auf den Hängen des Westerwaldes, aber noch im Naturpark Bergisches Land. Nachbarort ist Buchholz-Priestersberg, der sich rechts der Landesgrenze nach Rheinland-Pfalz anschließt. Nördlich von Eulenberg liegt der ehemalige Basaltsteinbruch Eulenberg, heute Naturschutzgebiet Eulenberg.

## Geschichte
Nach einer Statistik aus dem Jahr 1885 lebten damals in Eulenberg 110 Einwohner in 22 Häusern.
1910 gab es in Eulenberg die Haushalte Ackerer Johann Büllesfeld, Ackerer Friedrich Wilhelm Eudenberg, Steinbrucharbeiter Heinrich Eulenberg, Holzarbeiter Johann Eulenberg, Ackerer Peter Eulenberg, Witwe Wilhelm Hagen ohne Gewerbe, Ackerer Heinrich Halm, Steinbrucharbeiter Johann Halm, die Steinbrucharbeiter Johann, Matthias und Peter Hauseur, Ofenarbeiter Christian Klein, Steinbrucharbeiter Heinrich Metternich, Ackerin Witwe Wilhelm Müller, die Steinbrucharbeiter Christian und Karl Narres, Ackerin Witwe Peter Narres, Witwe Michael Pütz ohne Gewerbe, Ackerer und Steinbrucharbeiter Johann Rohm, Ackerer Josef Rohm, Steinbrucharbeiter Matthias Rohm, Steinbrucharbeiter Johann Simon, Ackerin Witwe Johann Simon, Stationsaufseher Johann Speßart, Steinbrucharbeiter Josef Wegscheid und Steinbrucharbeiter Johann Winterscheid. Die Steinbrucharbeiter arbeiteten damals bei den vor Ort tätigen Firmen Sieg-Rhein Basaltwerke G.m.b.H. Oberdollendorf und der Basalt-Actien-Gesellschaft, die damals den Basalt im heutigen Naturschutzgebiet abbauten.
Bis zum 1. August 1969 gehörte Eulenberg zur Gemeinde Uckerath, im Rahmen der kommunalen Neugliederung des Raumes Bonn wurde Uckerath, damit auch der Ort Eulenberg, der damals neuen amtsfreien Gemeinde „Hennef (Sieg)“ zugeordnet.

## Einzelnachweise

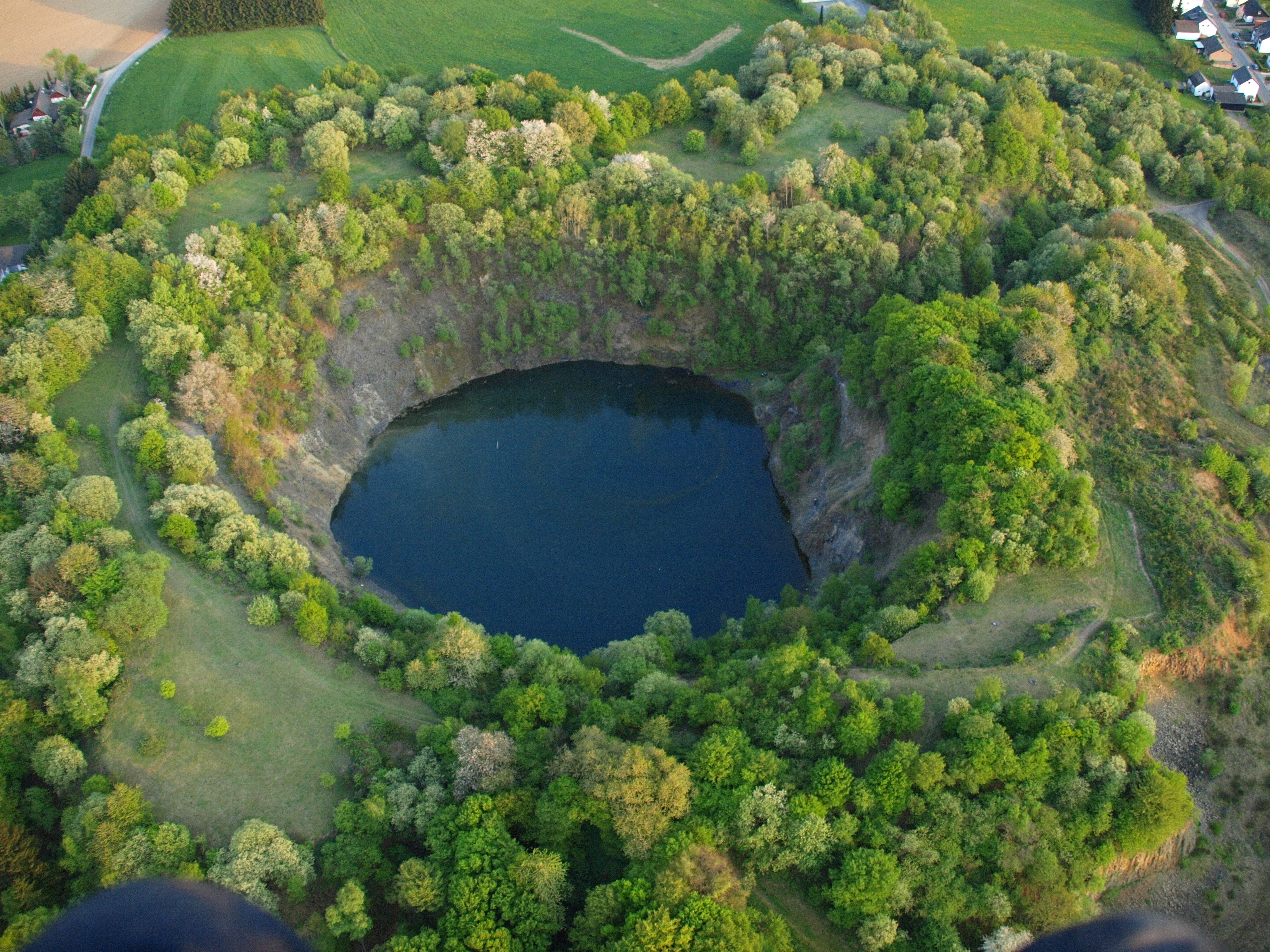
Der ehemalige Basaltsteinbruch Eulenberg